# Charles Pidjot
Charles 'Charly' Pidjot (17 de julio de 1962 - 11 de septiembre de 2012) fue un político a favor de la independencia de Nueva Caledonia, que era miembro del pueblo canaco. Él nació en la comunidad de concepciones en Le Mont-Dore, Nueva Caledonia y fue presidente de la Unión Caledonia desde el 8 de noviembre de 2007 hasta su muerte.

## Herencia política
Pidjot nació en una verdadera dinastía política con relación a Rock Pidjot, que fue elegido en 1964 a 1986, representante de Nueva Caledonia. De 1956 a 1985 fue el primer presidente de la Unión Caledonia. En sus inicios fue autonomista, pero más tarde se convirtió en independentista. Su hermano, Raphaël se convirtió en un independentista militarista como presidente de la Sociedad del Pacífico Sur de Mineros. (Esta sociedad fue fundada por los que querían asegurar la participación del pueblo nativo canaco en la minería del territorio). Raphaël Pidjot y otros dirigentes de la organización murieron en 2000, en un accidente de helicóptero.